# Smålands runinskrifter 20
Smålands runinskrifter 20 är en försvunnen vikingatida runsten som varit rest i Rottnekvarn, Söraby socken och Växjö kommun. Runstenen är känd genom en teckning i Bautil. Emellertid saknas vissa runor på den avbildningen - stenen var skadad redan på den tiden - och teckningen innehåller säkerligen också några felläsningar. Stenen stod kvar på 1600-talet men är sedan länge spårlöst försvunnen.

## Inskriften
Translitterering av runraden:
§A [--r-uf--u þaiʀ iʀu --þ--u-u--nb ¶ efr--ai uarin iʀ uku butr þ(i)u] 
§B [------------------]
Normalisering till runsvenska:
§A ... þæiʀ eʀu ... afr--ai Varin, eʀ hioggu bøndr þiu. 
§B ...
Översättning till nusvenska:
... de var ... Varin, som bönderna högg [ned] ...